# جيلاتي

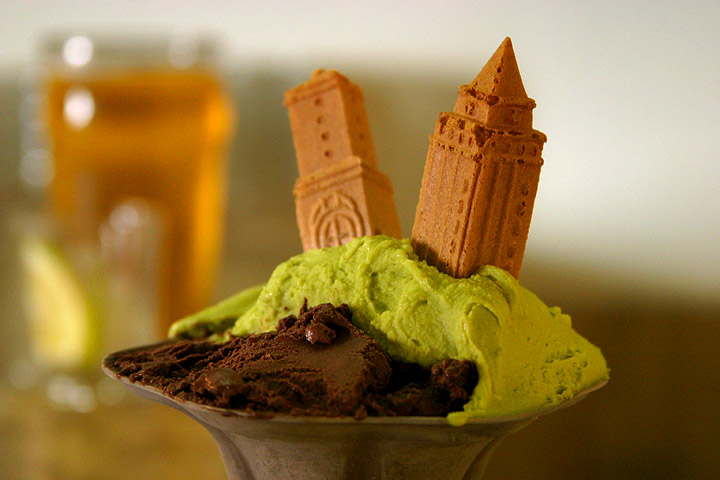
جيلاتو إيطالية.

جيلاتو (أو جيلاتي بالجمع) هي المثلجات الإيطالية. يتكون بشكل عام من 3.25٪ حليب وسكر. ويحتوي على نسبة دهون أقل من أنواع الحلويات المجمدة الأخرى. يحتوي الجيلاتي عادةً على هواء أقل بنسبة 70٪ ونكهة أكثر من الأنواع الأخرى من الحلويات المجمدة، مما يمنحه كثافة وثراءً يميزه عن أنواع الآيس كريم الأخرى.
يُنسب الجيلاتو في شكله الحديث إلى الشيف الإيطالي فرانشيسكو بروكوبيو دي كولتيلي الذي افتتح في أواخر القرن السابع عشر "Café Procope" في باريس وقدم الجيلاتي في المقهى الخاص به، واكتسب شهرة أولاً في باريس ثم في بقية أوروبا. بفضل الجيلاتي لم يحصل بروكوبيو على الجنسية الفرنسية فحسب بل حصل أيضًا على ترخيص ملكي حصري صادر عن الملك لويس الرابع عشر، مما جعله في ذلك الوقت المنتج الوحيد للحلوى المجمدة في المملكة.
في الوقت الحاضر الجيلاتي معروف في جميع أنحاء العالم، وإيطاليا هي الدولة الوحيدة التي تزيد فيها الحصة السوقية للجيلاتي التقليدي مقابل الجيلاتي المصنوع بالجملة عن 55٪، مع أكثر من 5000 مؤسسة آيس كريم إيطالية حديثة توظف أكثر من 15000 شخص. خارج إيطاليا توجد أعداد أكبر من الجيلاتي في المملكة المتحدة وفرنسا وألمانيا وشمال أوروبا بشكل عام.

## النكهات
تتكون النكهات التقليدية للجيلاتي من الفانيليا والشوكولاتة والبندق والفستق والقشدة (المعروفة أيضًا باسم الكاسترد) والستراتشياتيلا (الجيلاتي اللاتيه مع قطع الشوكولاتة). فيور دي لاتيه («زهرة الحليب») عبارة عن آيس كريم سادة بدون نكهة ولا يضاف البيض.النكهات الأكثر حداثة تتكون من نكهات الفواكه مثل التوت والفراولة والتفاح والليمون والأناناس.

## الإنتاج
تتكون العملية من تسخين المكونات إلى 85 درجة مئوية (185 درجة فهرنهايت) للبسترة. ثم يتم خفضه إلى 5 درجات مئوية (41 درجة فهرنهايت) ومزجه حتى القوام المطلوب. تمزج العملية الباردة المكونات ومن ثم يتم تعبئتها في الفريزر.
في عملية «العدو السريع» يضاف الحليب أو الماء إلى عبوة من المكونات التي يتم خلطها وتجميعها على دفعات.
كما هو الحال مع أنواع الآيس كريم الأخرى، فإن السكر الموجود في الجيلاتي يمنعه من التجمد عن طريق الارتباط بالماء والتدخل في التكوين الطبيعي لبلورات الثلج. ينتج عن هذا بلورات ثلجية أصغر ويؤدي إلى ملمس ناعم للجيلاتي. عادة ما يتم تحلية الجيلاتي التجاري الأمريكي بالسكروز أو الدكستروز أو السكر المقلوب، ويتضمن مثبت مثل صمغ الغوار.